# エド・ロジャース
エドワード・アントニオ・ロジャース（Edward Antonio Rogers, 1979年8月29日 - ）は、ドミニカ共和国・サン・ペドロ・デ・マコリス州サンペドロ・デ・マコリス出身のプロ野球選手(内野手)。右投右打。
弟はエスミル・ロジャースである。

## 経歴

### プロ入りとオリオールズ時代
1997年にボルチモア・オリオールズと契約を結んだ。
2002年9月5日のテキサス・レンジャーズ戦でメジャーデビューを果たした。

### レッドソックス傘下時代
2007年の開幕前にボストン・レッドソックスとマイナー契約を結んだ。
2008年オフにFAとなった。

### ブルーフィッシュ時代
2009年は、アトランティックリーグのブリッジポート・ブルーフィッシュと契約を結んだ。

### ダイヤモンドバックス傘下時代
2009年6月4日にアリゾナ・ダイヤモンドバックスとマイナー契約を結んだ。
2011年限りで退団した。

### ブルーフィッシュ復帰
2012年は、ブリッジポート・ブルーフィッシュに復帰した。
2013年のシーズン途中に退団した。

### メキシカンリーグ時代
2013年シーズン途中にメキシカンリーグのカンペチェ・パイレーツと契約を結んだ。この年限りで退団した。

## 詳細情報

### 年度別打撃成績
| 年 度    | 球 団    | 試 合 | 打 席 | 打 数 | 得 点 | 安 打 | 二 塁 打 | 三 塁 打 | 本 塁 打 | 塁 打 | 打 点 | 盗 塁 | 盗 塁 死 | 犠 打 | 犠 飛 | 四 球 | 敬 遠 | 死 球 | 三 振 | 併 殺 打 | 打 率 | 出 塁 率 | 長 打 率 | O P S |
| -------- | -------- | ----- | ----- | ----- | ----- | ----- | -------- | -------- | -------- | ----- | ----- | ----- | -------- | ----- | ----- | ----- | ----- | ----- | ----- | -------- | ----- | -------- | -------- | ----- |
| 2002     | BAL      | 5     | 3     | 3     | 0     | 0     | 0        | 0        | 0        | 0     | 0     | 0     | 0        | 0     | 0     | 0     | 0     | 0     | 0     | 1        | .000  | .000     | .000     | .000  |
| 2005     | BAL      | 8     | 1     | 1     | 4     | 1     | 0        | 0        | 1        | 4     | 2     | 0     | 2        | 0     | 0     | 0     | 0     | 0     | 0     | 0        | 1.000 | 1.000    | 4.000    | 5.000 |
| 2006     | BAL      | 17    | 26    | 25    | 1     | 5     | 0        | 0        | 0        | 5     | 2     | 0     | 0        | 0     | 1     | 0     | 0     | 0     | 3     | 0        | .200  | .192     | .200     | .392  |
| MLB：3年 | MLB：3年 | 30    | 30    | 29    | 5     | 6     | 0        | 0        | 1        | 9     | 4     | 0     | 2        | 0     | 1     | 0     | 0     | 0     | 3     | 1        | .207  | .200     | .310     | .510  |

### 背番号
- 11（2002年）
- 67（2005年）
- 16（2006年）